# Herøy (Møre og Romsdal)
Herøy er en kommune på Sunnmøre i Møre og Romsdal fylke i Norge. Den grænser i sydvest til Sande, over Rovdefjorden i syd til Vanylven og Volda, og til Ulstein på naboøen Hareidlandet i øst.
Herøy har Sunnmørsalperne som baggrund og storhavet som nærmeste nabo. Seks af de otte øer i kommunen er knyttet sammen med broer. Fosnavåg er kommunecenteret i en af de største fiskerikommuner i landet. Med sin naturhavn er Fosnavåg et sted man kan opleve et særpræget kystmiljø.
Herøy, med ca. 8 400 indbyggere og et landareal på ca. 120 km², ligger sydvest for Ålesund. Fly, hurtigbåd, gode veje og daglig hurtigruteanløb i Torvik giver let adgang til kommunen af både sø-, luft- og landevejen.
Herøy kommune er delt af Herøyfjorden.
Herøy har følgende byer; Indbyggertal pr. 1.1.2006 i parentes.
- Kvalsvik (256)
- Kvalsund (542)
- Remøy (377)
- Moltustranda (356)
- Tjørvåg (348)
- Fosnavåg/Leinstrand (3 521)

Herøy består af øerne:
- Bergsøy
- Gurskøya
- Herøy
- Leinøy
- Nerlandsøya
- Remøya
- Runde
- Skorpa